# 580301 Aznarmacías
580301 Aznarmacías è un asteroide della fascia principale. Scoperto nel 2014, presenta un'orbita caratterizzata da un semiasse maggiore pari a 2,5772983 au e da un'eccentricità di 0,0313759, inclinata di 13,37970° rispetto all'eclittica.
L'asteroide è dedicato all'astronomo spagnolo Amadeo Aznar Macías.